# Abietinaria anguina
Abietinaria anguina is een hydroïdpoliep uit de familie Sertulariidae. De poliep komt uit het geslacht Abietinaria. Abietinaria anguina werd in 1857 voor het eerst wetenschappelijk beschreven door Trask. 